# Versroman
Der Versroman ist eine als Roman geschriebene Erzählung in Versform, in erster Linie der höfische Roman des Mittelalters. Vom klassischen Epos der Antike grenzt sich der Versroman als eine Großform der Epik dadurch ab, dass er sich mit der Zwischenstufe der sogenannten Volksbücher auf der direkten Entwicklungslinie hin zum modernen Roman befindet. Alternative Bezeichnungen sind „höfisches Epos“ bzw. in neuerer Zeit bevorzugt „höfischer Roman“.
Versromane sind unter anderen:
- Floire et Blancheflor
- Herzog Ernst
- Lanzelet von Ulrich von Zatzikhoven
- Mai und Beaflor
- Reinfried von Braunschweig
- Parzival, Wolfram von Eschenbach
- Perceval von Chrétien de Troyes
- Willehalm von Orlens von Rudolf von Ems
- Wilhelm von Österreich von Johann von Würzburg